# Lesbois
Lesbois est une commune française, située dans le département de la Mayenne en région Pays de la Loire, peuplée de 184 habitants.
La commune a la particularité de faire partie à la fois des provinces historiques du Maine et de la Normandie dans le pays de Passais. Commune mixte située pour moitié dans l'Orne, pour moitié en Mayenne après la Révolution, elle est finalement entièrement rattachée à la Mayenne en 1831.

## Géographie
Couvrant 599 hectares, le territoire de Lesbois est le moins étendu du canton de Gorron.

### Communes limitrophes
| L'Épinay-le-Comte (Orne)          | L'Épinay-le-Comte (Orne) | L'Épinay-le-Comte (Orne), Saint-Siméon (Orne) |
| Saint-Aubin-Fosse-Louvain         | Lesbois                  | Saint-Siméon (Orne)                           |
| Saint-Aubin-Fosse-Louvain, Gorron | Gorron                   | Gorron                                        |

### Climat
Pour des articles plus généraux, voir Climat des Pays de la Loire et Climat de la Mayenne.
En 2010, le climat de la commune est de type climat océanique franc, selon une étude du CNRS s'appuyant sur une série de données couvrant la période 1971-2000. En 2020, Météo-France publie une typologie des climats de la France métropolitaine dans laquelle la commune est exposée à un climat océanique et est dans la région climatique  Moyenne vallée de la Loire, caractérisée par une bonne insolation (1 850 h/an) et un été peu pluvieux. 
Pour la période 1971-2000, la température annuelle moyenne est de 10,6 °C, avec une amplitude thermique annuelle de 13,4 °C. Le cumul annuel moyen de précipitations est de 874 mm, avec 13,2 jours de précipitations en janvier et 7,7 jours en juillet. Pour la période 1991-2020, la température moyenne annuelle observée sur la station météorologique de Météo-France la plus proche, sur la commune de Saint-Fraimbault à 9 km à vol d'oiseau, est de 11,2 °C et le cumul annuel moyen de précipitations est de 850,1 mm,. Pour l'avenir, les paramètres climatiques de la commune estimés pour 2050 selon différents scénarios d'émission de gaz à effet de serre sont consultables sur un site dédié publié par Météo-France en novembre 2022.

## Urbanisme

### Typologie
Au 1er janvier 2024, Lesbois est catégorisée commune rurale à habitat dispersé, selon la nouvelle grille communale de densité à sept niveaux définie par l'Insee en 2022.
Elle est située hors unité urbaine. Par ailleurs la commune fait partie de l'aire d'attraction de Gorron, dont elle est une commune de la couronne,. Cette aire, qui regroupe 7 communes, est catégorisée dans les aires de moins de 50 000 habitants,.

### Occupation des sols
L'occupation des sols de la commune, telle qu'elle ressort de la base de données européenne d’occupation biophysique des sols Corine Land Cover (CLC), est marquée par l'importance des territoires agricoles (100 % en 2018), une proportion identique à celle de 1990 (100 %). La répartition détaillée en 2018 est la suivante : 
prairies (51,6 %), terres arables (31,8 %), zones agricoles hétérogènes (16,6 %). L'évolution de l’occupation des sols de la commune et de ses infrastructures peut être observée sur les différentes représentations cartographiques du territoire : la carte de Cassini (XVIIIe siècle), la carte d'état-major (1820-1866) et les cartes ou photos aériennes de l'IGN pour la période actuelle (1950 à aujourd'hui).

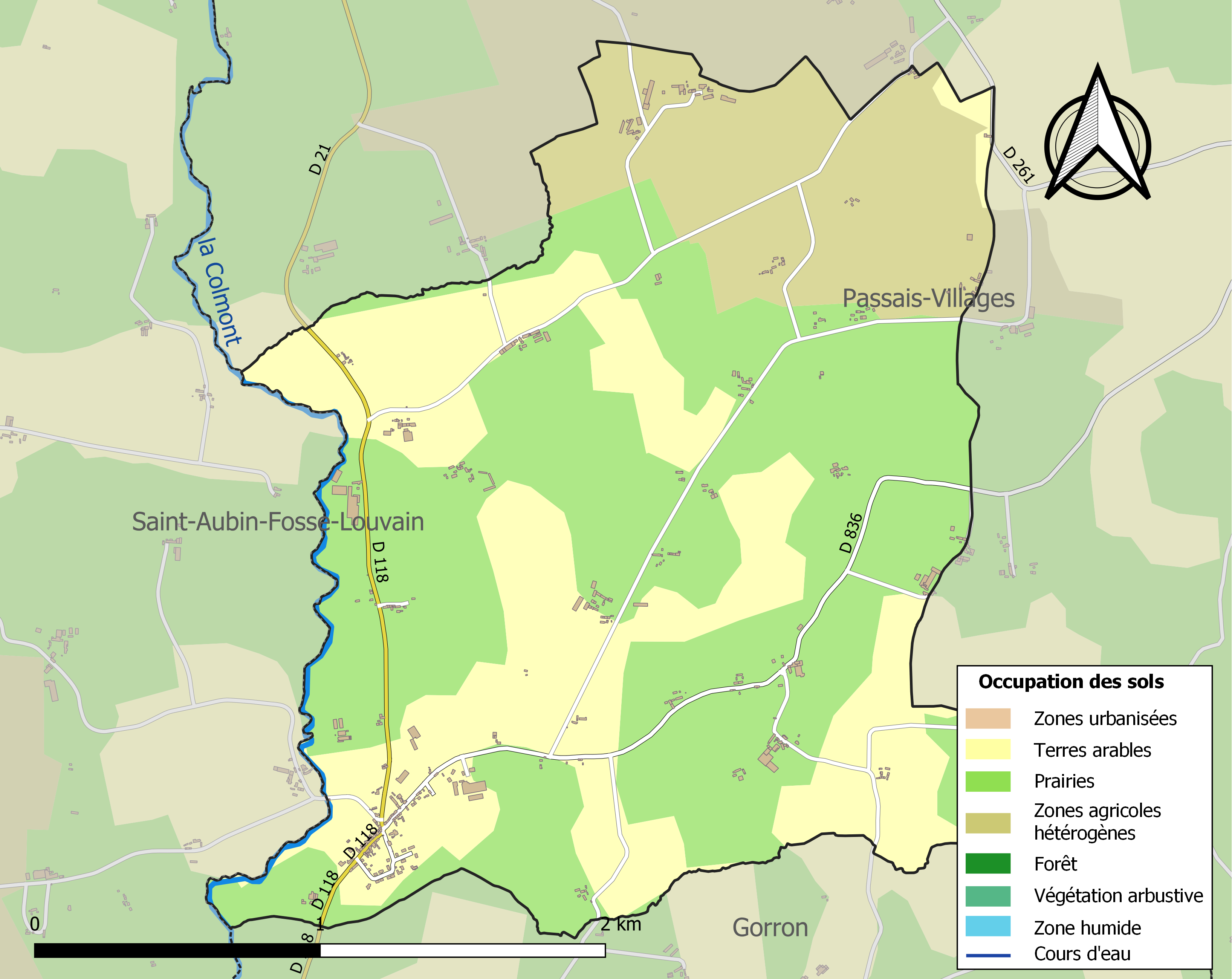
Carte des infrastructures et de l'occupation des sols de la commune en 2018 (CLC).

## Toponymie
Le gentilé est Lesboisien.

## Histoire
Jusqu'en 1832, deux communes de Lesbois coexistaient, l'une dans l'Orne, l'autre dans la Mayenne. Elles sont alors fusonnées et attribuées à la Mayenne.

## Héraldique
| Blason de Lesbois | Blason  | Coupé : Au 1 de sable, à un lion issant d’argent ; au 2 d’argent, à un bois de sinople. |
| Blason de Lesbois | Détails | L’argent avec le lion sont la reprise du blason des Vaux, seigneur de Lesbois au château du Manoir. La reprise intégrale du blason de seigneur pour la commune étant interdite, il suffit d’en emprunter un ou plusieurs éléments. Le bois symbolise le nom de la commune. Les ornements sont deux deux gerbes de blé d’or, mises en sautoir par la pointe et liées de sable pour honorer l’agriculture communale. Le listel d'argent porte le nom de la commune en lettres majuscules de sable. La couronne de tours dit que l’écu est celui d’une commune ; elle n’a rien à voir avec des fortifications. Le statut officiel du blason reste à déterminer. |

## Politique et administration
La paroisse de Lesbois étant à cheval sur la Normandie et le Maine, deux communes homonymes ont été créées à la Révolution, une en Mayenne et une dans l'Orne. Les deux communes sont fusionnées en 1831.
Le conseil municipal est composé de onze membres dont le maire et deux adjoints.

## Population et société

### Démographie
L'évolution du nombre d'habitants est connue à travers les recensements de la population effectués dans la commune depuis 1793. Pour les communes de moins de 10 000 habitants, une enquête de recensement portant sur toute la population est réalisée tous les cinq ans, les populations de référence des années intermédiaires étant quant à elles estimées par interpolation ou extrapolation. Pour la commune, le premier recensement exhaustif entrant dans le cadre du nouveau dispositif a été réalisé en 2007.
En 2022, la commune comptait 184 habitants, en évolution de −5,15 % par rapport à 2016 (Mayenne : −0,73 %, France hors Mayotte : +2,11 %).
Lesbois a compté jusqu'à 756 habitants en 1831.
| 1793 | 1800 | 1806 | 1821 | 1831 | 1836 | 1841 | 1846 | 1851 |
| ---- | ---- | ---- | ---- | ---- | ---- | ---- | ---- | ---- |
| 302  | 253  | 325  | 330  | 756  | 703  | 717  | 711  | 702  |

| 1856 | 1861 | 1866 | 1872 | 1876 | 1881 | 1886 | 1891 | 1896 |
| ---- | ---- | ---- | ---- | ---- | ---- | ---- | ---- | ---- |
| 704  | 709  | 714  | 653  | 668  | 653  | 609  | 602  | 502  |

| 1901 | 1906 | 1911 | 1921 | 1926 | 1931 | 1936 | 1946 | 1954 |
| ---- | ---- | ---- | ---- | ---- | ---- | ---- | ---- | ---- |
| 485  | 483  | 496  | 404  | 421  | 432  | 404  | 359  | 353  |

| 1962 | 1968 | 1975 | 1982 | 1990 | 1999 | 2006 | 2007 | 2012 |
| ---- | ---- | ---- | ---- | ---- | ---- | ---- | ---- | ---- |
| 347  | 336  | 283  | 254  | 200  | 203  | 195  | 194  | 198  |

| 2017 | 2022 | - | - | - | - | - | - | - |
| ---- | ---- | - | - | - | - | - | - | - |
| 194  | 184  | - | - | - | - | - | - | - |

## Lieux et monuments
- Église Saint-Julien.
- Manoir du XVIIe siècle.
- Ancien château du Bois-Brault, situé sur la paroisse de Lesbois, mais est désormais sur le territoire de la commune de Gorron.